# دون ليس
دون ليس (بالإنجليزية: Don Lees)‏ (1873 في المملكة المتحدة - ) هو لاعب كرة قدم بريطاني (وحمل سابقاً جنسية المملكة المتحدة لبريطانيا العظمى وأيرلندا) في مركز الدفاع. لعب مع نادي بارنسلي ونادي سلتيك ونادي واتفورد وDarwen F.C. (1870) ‏ ولينكولن سيتي أف سي ودنابي يونايتد.